# Скурцоленго
Скурцоленго (итал. Scurzolengo) је насеље у Италији у округу Асти, региону Пијемонт.
Према процени из 2011. у насељу је живело 415 становника. Насеље се налази на надморској висини од 233 м.

## Становништво
Према резултатима пописа становништва 2011. у општини је живело 596 становника.
| 1931. | 1936. | 1951. | 1961. | 1971. | 1981. | 1991. | 2001. | 2011. |
| ----- | ----- | ----- | ----- | ----- | ----- | ----- | ----- | ----- |
| 1.368 | 1.373 | 1.067 | 927   | 715   | 604   | 569   | 637   | 596   |